# Giovanni Busato
Pour les articles homonymes, voir Busato.
Giovanni Busato, né à Vicence le 3 décembre 1806 et mort dans la même ville le 10 décembre 1886, est un peintre italien. 

## Biographie
Giovanni Busato est né à Vicence et a d'abord été formé à l'Académie des beaux-arts de Venise sous Teodoro Matteini. Il est ensuite désigné  professeur de dessin à l'Académie. Il a beaucoup voyagé en Italie et en France, en Belgique, en Angleterre, en Russie et en Allemagne.  
Actif à la fois dans la peinture à l'huile et la fresque, il a été sollicité  pour la réalisation du rideau d'avant-scène (sipario) pour le théâtre La Fenice de Venise, et a exécuté de telles œuvres pour les théâtres de Trieste, Sinigallia, Corfou et Ravenne. Il a également restauré un sipario  à Saint-Pétersbourg qui avait été peint par Cosroe Dusi. Il a peint quatre grandes toiles pour la cathédrale de Schio.